# Aeroportul Internațional Juan Santamaría
Aeroportul Internațional Juan Santamaría (IATA: SJO, ICAO: MROC) este un aeroport din Alajuela⁠(d), Provincia Alajuela, Costa Rica ce deservește zona San José. Aeroportul a fost tranzitat în 2021 de 3.063.086 de pasageri. A fost deschis în 1958.
Situat la o altitudine de 921 m, aeroportul dispune de 1 pistă.

## Infrastructură

### Piste
Aeroportul dispune de o singură pistă. Pista 07/25 are suprafața de asfalt și dimensiunile 3.012 m × 45 m. 